# Chenghuangtempel van Suzhou
De Chenghuangtempel van Suzhou is een daoïstische tempel die gewijd is aan de  daoïstische god Chenghuang. Chenghuang is de god van het lokale gebied Suzhou (Jiangsu). De tempel ligt in het oude stadscentrum van Suzhou. Het werd in 1370 gebouwd. Eind 16e eeuw werden in ten oosten en ten westen van de tempel nog twee Chenghuangtempels gebouwd. Deze heten Chenghuangtempel van Changzhouxian (長洲縣城隍廟) en Chenghuangtempel van Wuxian (吳县城隍廟).
Vanaf 1958 werd de tempel gebruikt als fabrieksgebouw. In 1995 werd de tempel gerenoveerd en weer als plaats van gebed gebruikt. Daarna werd de tempel meerdere keren gerenoveerd. In 2004 werd de tempel officieel geopend.
In de tempel staan beelden van: Chenghuang, Vierentwintig Fusi (二十四府司), echtgenote van Chenghuang/Chenghuangfuren, Tudigong en Yuexialaoren (月下老人). Chenghuang en de Vierentwintig Fusi staan in de hoofdhal. De andere beelden staan in de achterhal.